# Triclistus congener
Triclistus congener är en stekelart som först beskrevs av Holmgren 1858.  Triclistus congener ingår i släktet Triclistus och familjen brokparasitsteklar. Arten är reproducerande i Sverige. Inga underarter finns listade i Catalogue of Life.